# Chapelle Notre-Dame-du-Fenouillet
La chapelle Notre-Dame-du-Fenouillet, appelée officiellement dans la paroisse chapelle Notre-Dame-de-Bon-Secours, est une chapelle française située dans le département du Var et la commune de La Crau

## Situation

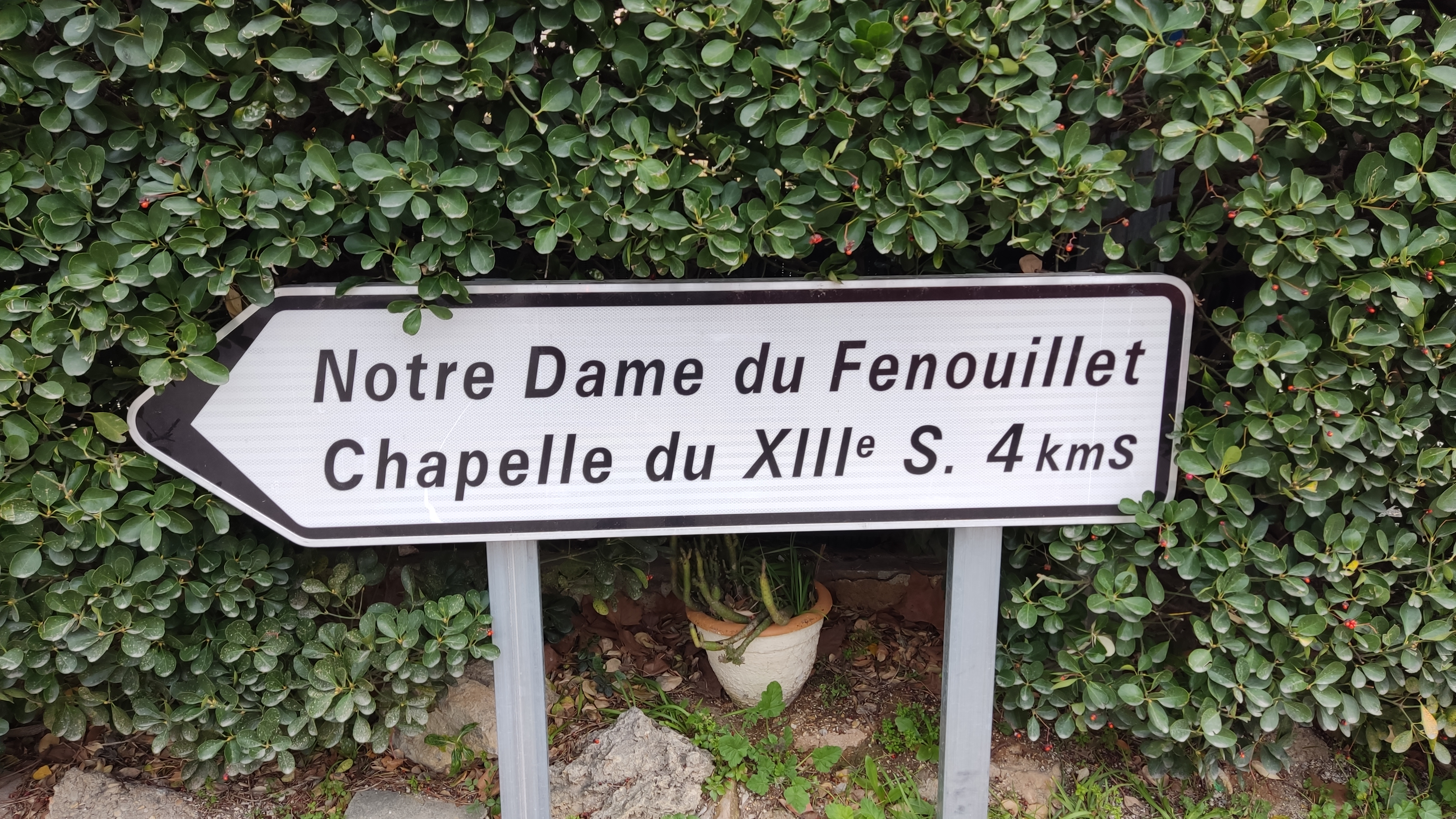
Panneau routier indiquant la chapelle à Hyères

La chapelle est située à quelques mètres en contrebas du mont Fenouillet, sur son versant nord. Celui-ci s’élève à une altitude de 291 mètres et se trouve à la limite des communes de Hyères et de La Crau. Cette proéminence fait partie du petit massif des Maurettes, ensemble de collines boisées s’étendant d’est en ouest et prolongeant le massif des Maures. Le Mont Fenouillet est un magnifique poste d’observation. Au sud on a une magnifique vue sur la mer Méditerranée, les Îles d’Or et la presqu’île de Giens, à l’est on voit la ville d’Hyères (ancienne et moderne) et le massif des Maures, à l’ouest le Mont Coudon et les villes de La Crau, de La Garde et de Toulon. On y accède facilement par une petite route puis par un sentier.
C’était un lieu sacré de pèlerinage bien avant la fondation de l’ermitage. On y a repéré des sépultures d’une tribu celto-ligure qui aurait occupé le littoral et les vallées du Gapeau et du Réal Martin.

## Histoire

### Moyen Âge
La présence d’un sanctuaire au Fenouillet est attestée dès le XIIe siècle. Au Moyen Âge le secteur du Fenouillet faisait partie de Hyères car la commune de La Crau n’a été créée qu’en 1853. Le sanctuaire était probablement entretenu par des religieuse de Hyères.
Vers 1240, sainte Douceline fonde un couvent de béguines à Hyères sur les berges du Roubaud, un petit fleuve côtier. Elle est aidée par son frère Hugues de Digne, un intellectuel franciscain. C’est probablement sainte Douceline qui détacha quelques éléments de son monastère pour occuper le sanctuaire du Mont Fenouillet. C’est à cette époque que l’on voit se développer les pèlerinages vers ce lieu.
En 1311 on note la présence d’une église au Fenouillet. À cette époque, Sancie de Majorque, fille de Jacques II de Majorque, reine de Naples et comtesse de Provence, fonde au Fenouillet un petit couvent ou béguinage dans lequel quelques femmes résident. La chapelle de ce sanctuaire était placée sous l’invocation de Notre-Dame-des-Sept-Douleurs. Cette présence est vérifiée sur les cartes anciennes.
On a retrouvé une lettre adressée par le clergé de l’église de Digne à Guillaume Bermond, archidiacre de l’église de Toulon et recteur rural de l’église de Sainte-Maire-de-Fenolheto datant de 1316.
En 1317 il existe toujours une église Sainte-Marie-de-Fenouillet près de laquelle est établi un petit ermitage. Par la suite, l’ermitage des béguines de Fenouillet est abandonné et tombe en ruines. Il ne reste plus alors que la chapelle consacrée à Notre-Dame.

### XIXesiècle
À la Révolution de 1789, la chapelle est détruite.
En 1857, l’abbé Matel, curé de La Crau, fait reconstruire une nouvelle chapelle et la place sous le vocable de Notre-Dame-de-Bon-Secours. Il fait également construire un petit bâtiment d’habitation attenant à la chapelle. Celui-ci se compose d’un rez-de-chaussée et d’un étage comportant plusieurs pièces dont une sacristie. Il est destiné à un habitat permanent car, dans ce lieu qui ne possède pas de source, toutes les gouttières et chéneaux sont dirigés vers un aqueduc vertical qui reçoit les eaux de pluie dans une grande citerne en sous-sol. Ce bâtiment a aujourd’hui disparu.
Par la suite, la chapelle est profanée plusieurs fois et incendiée, elle est rendue au culte en 1880 .
Le 3 mai 1887, l’abbé Martel fait installer une croix au sommet du mont qui domine la chapelle. Cette croix est rapidement brisée par une tempête.

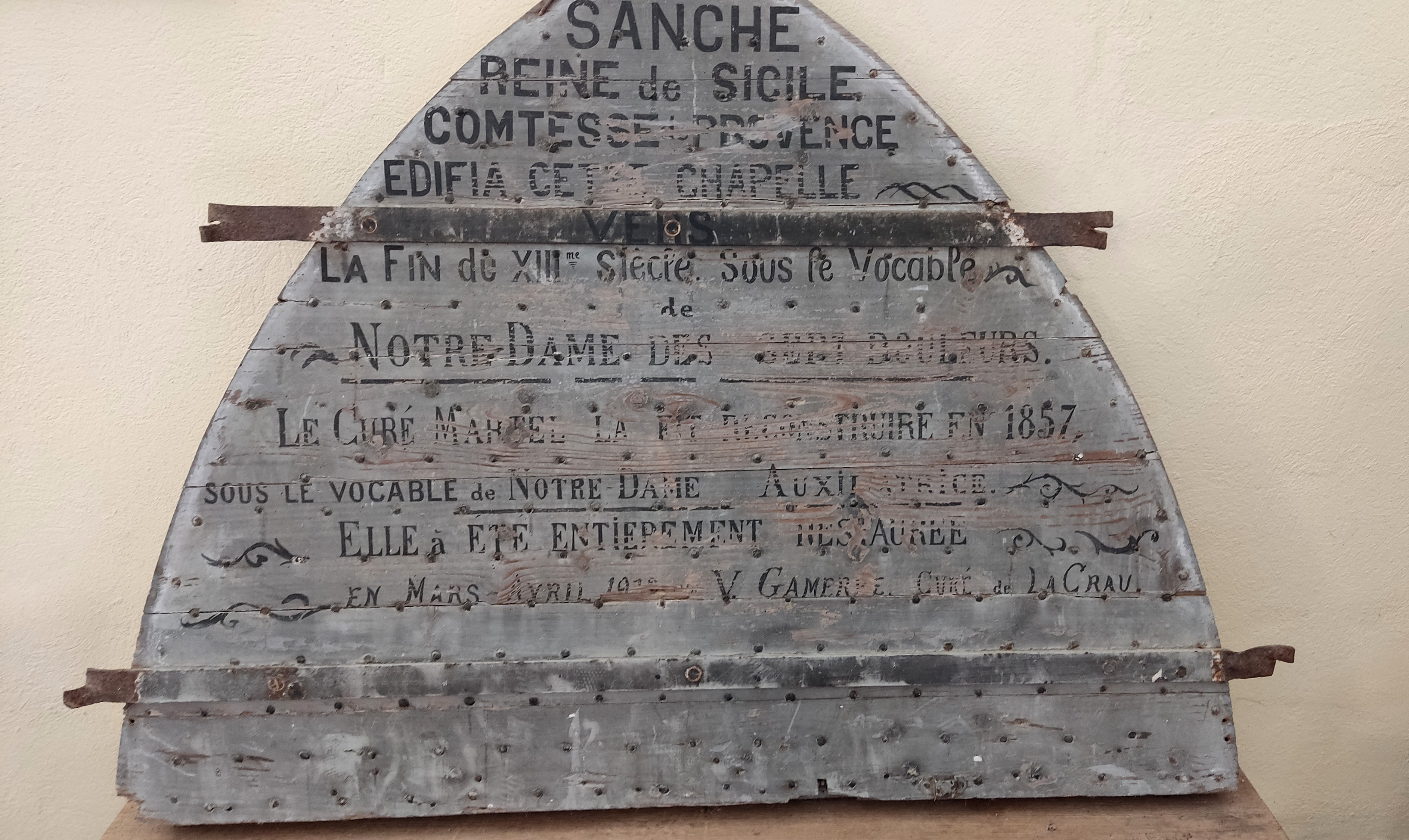
Ancien tympan de la porte d'entrée datant de la reconstruction de 1857

### XXesiècle
En 1923, la croix de bois est remplacée par une croix en fer de 5 mètres de haut, œuvre de Léon Dauphin, mécanicien à La Crau.
La chapelle est à nouveau rendue au culte en 1943. Cette même année, la croix est arrachée par l’occupant allemand et jetée dans le ravin. Une nouvelle croix sera installée en 1947. Une nouvelle profanation survient quelques années plus tard. Pendant l’occupation, la statue de la Vierge, dorée à la feuille, est transférée à l’église de La Crau. Le 20 août 1945 elle refait le chemin inverse. Une procession partant de l’église paroissiale Notre-Dame-de-la-Visitation va jusqu’à l’église Notre-Dame-de-Bon-Secours au Fenouillet. En 1989 de nouvelles dégradations et des actes de vandalisme sont portés sur la statue, on décide alors de la redescendre dans l’église paroissiale de La Crau où elle se trouve actuellement. Elle a été restaurée en 2002. Une nouvelle statue de la Verge la remplace aujourd’hui dans la chapelle.
En 1965, la chapelle se trouve en mauvais état. L’abbé Decima, curé de La Crau, ouvre une collecte et les travaux peuvent commencer. Le 19 décembre 1965, Gilles Barthe, évêque de Fréjus-Toulon, se rend en pèlerinage au Fenouillet pour découvrir la chapelle restaurée.
Le 10 septembre 1972 on fête le 25e anniversaire du scellement de la croix.
En 1980 et en 1989, la chapelle est incendiée et profanée. Des travaux de restauration son de nouveau effectués. Le bâtiment d’habitation annexe est démoli et remplacé par une grande terrasse.

### Époque contemporaine

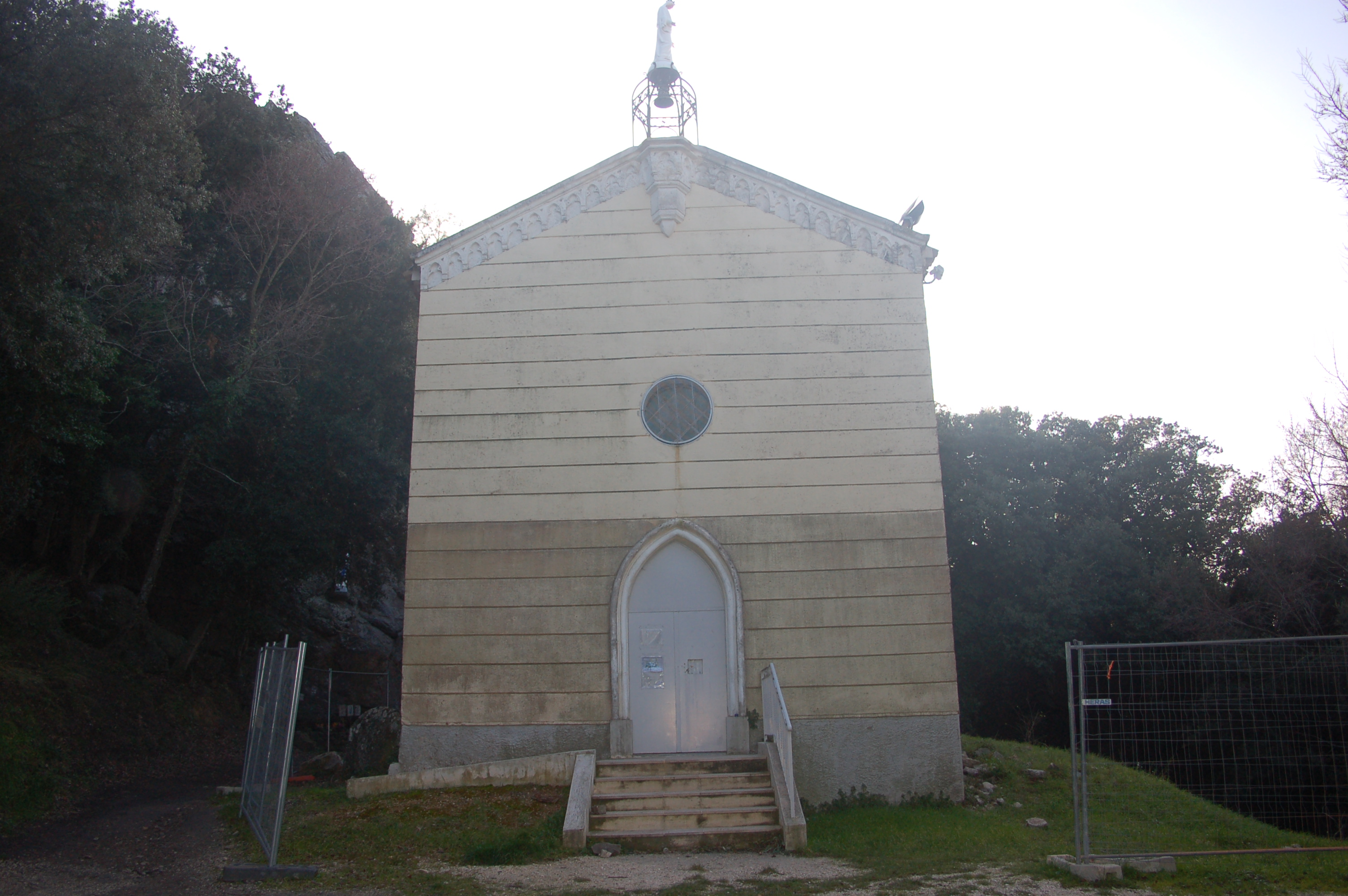
La chapelle durant les travaux de 2022

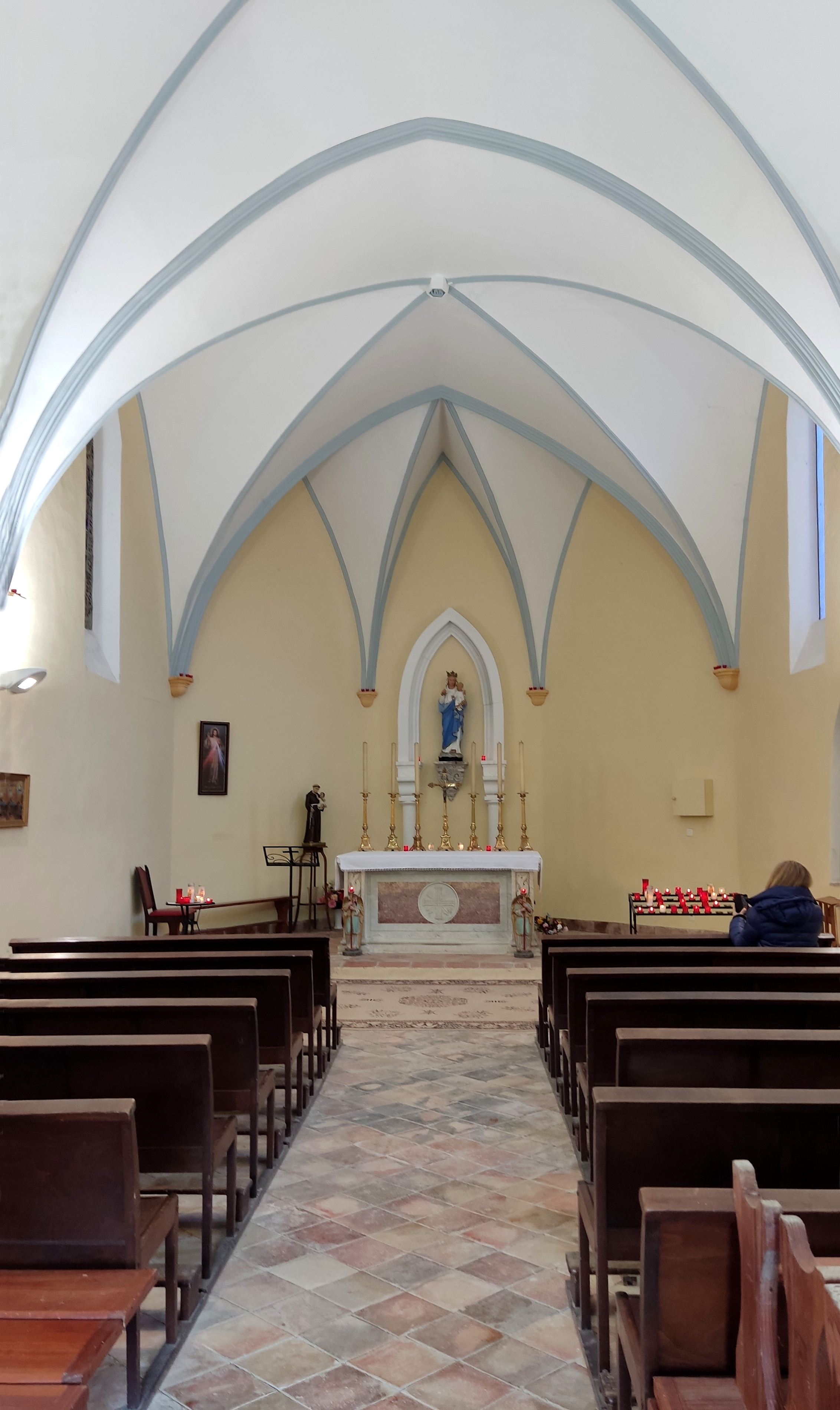
Intérieur de la chapelle en 2024

De nouveaux travaux de restauration on lieu en janvier 2004. La toiture et la charpente sont  remplacées, les peintures intérieures sont refaites ainsi que la peinture de la façade. On installe l’électricité et un éclairage de voûte, la Vierge est illuminée.
À l’extérieur, un nouvel escalier d’accès est créé avec un accès pour personnes handicapées. La terrasse est supprimée.
On remplace le clocheton par un campanile en fer forgé sur lequel trône une statue de la Vierge tournée vers La Crau (cette stature se trouvait à l’origine à la chapelle de Montbelle sur le chemin de La Navarre). Toutes les nuits, un puissant projecteur éclaire la statue qui est alors visible depuis La Crau.
La paroisse a fait installer à l’intérieur un chemin de croix et de quoi exposer les ex-votos conservés à l’église paroissiale de La Crau. Ceux-ci sont et mis en place à chaque ouverture de la chapelle.
Le 12 avril 2004 , la chapelle restaurée est inaugurée en présence des autorités locales, du chanoine Jean Yves Molinas, vicaire général du diocèse de Fréjus-Toulon et de nombreux prêtres du secteur.